# Daloa
Daloa is een stad in Ivoorkust en is de hoofdplaats van de regio Haut-Sassandra. Daloa telt 261.789 inwoners (2012).
Daloa heeft een regionale luchthaven en een goede wegverbinding met de haven van San-Pédro.
Daloa is sinds 1955 de zetel van een rooms-katholiek bisdom.

## Geboren
- Gohi Bi Zoro Cyriac (1990), voetballer